# Channel C
Channel C是由5名前香港《蘋果日報》的蘋果動新聞旁白開設主打影片製作的新聞媒體，於2021年7月12日創立，2025年4月23日開始停刊。Channel C的「C」代表 City（城市）, Crime（罪案）及Culture（文化），主打即時熱話、突發奇聞、文化生活。

2025年7月12日，Channel C 原班底成功另組新平台《Channel WE HK》，7月12日Channel C開台四周年當日正式運作。（現時Channel C與Channel We，已經沒有任何關係，屬不同公司）

## 歷史

### 開台
Channel C在2021年7月12日於香港開台，成員包括曾任職香港《蘋果日報》的蘋果動新聞記者、旁白、剪接、《九點半蘋果新聞報道》主播及港聞記者。Channel C表示，希望透過輕鬆表達的新聞資訊，填補港人失去《蘋果日報》的空間，又強調低氣壓下無需要太沉重，將新聞套用其他事情及其他思考。
格言為「呢個世界無咗A，係咪只有B？其實大家仲可以揀C，為你補充生活的維他命C！」（這個世界沒有了選項A，是不是只有選項B？其實大家還可以選擇C，為你補充生活的維C！）。

### 事件
2022年9月7日，Channel C副採訪主任陳朗昇（昇哥），因拒應出示身份證件被旺角活動管理組以阻差辦公及在公眾地方行為不檢被捕。
2023年6月8日，開台近兩年後，Channel C宣布營運告急。
2023年8月27日，Channel C在當日下午誤報前香港特首董建華去世，事後Channel C發布道歉聲明，並刪除相關文章。
2025年4月17日，Channel C母公司等4機構涉嫌伪造账目骗取逾$2000萬百分百擔保特惠貸款，被警方拘捕6人。
2025年4月23日，Channel C突然停止更新，原因是29名員工因長期被拖欠總計66萬元的薪資及雜費而集體停工。
2025年4月25日，債權人於Channel C葵興辦公室貼上接管信，聲稱願意每月支付10萬元維持運作，但員工對其經營計劃表示懷疑，認為沒有長遠經營的打算和誠意。
2025年5月6日，Channel C母公司老闆涉嫌造假賬詐騙政府百分百擔保特惠貸款1,200萬元，上月中被捕，該網媒自同月23日起已停止更新，傳出約29名員工被拖糧。 Channel C昨日更新社交平台，指由於公司賬戶被花旗銀行凍結其所有資產，短期內無法維持平台日常運作，並提及公司已被債權人接管。
2025年7月12日，Channel C 原班底成功另組新平台《Channel WE HK》，7月12日Channel C開台四周年當日正式運作。（現時Channel C與Channel We，已經沒有任何關係，屬不同公司）
2025年7月22日，一家名為 tagline 香港的媒體開始使用 Channel C 原有的 YouTube、Instagram 等帳號發佈新聞內容。

## 節目[12]

### 影片分享平台
停刊前Channel C曾於Youtube發佈新聞影片及自媒體影片。

#### 新聞影片
《嘮動新聞》：新聞及社會議題的報導，其旁述具蘋果化風格。

《C睇發現》：新聞專題節目，其旁述具蘋果化風格。

《9樓報道》：星期六晚上由「亞廖」主持的的新聞節目

#### 自媒體影片
《港故師》：香港歷史探索節目。

《玄機解樓》：樓宇風水節目。

《汶汶乜都試》：Channel C藝員汶汶在影片內挑戰香港的玩樂活動。

《C人訪》：人物專訪節目。

《全民YouTube吧》：與新晉Youtuber合作籌備的節目，現時題材主要圍繞英國生活。

《保持通話live》：Channel C節目主持陳朗昇及旁白師合作做直播，直擊最新重要新聞及突發消息，例如東鐵線過海段通車。直播於2022年5月19日開始專訪嘉賓。

《江湖速報》：報導黑社會衝突事件。

《街頭MMA》：報導港澳兩地打鬥事件，例如2023年澳門銀河娛樂場群體鬥毆事件。

### 社交媒體
現時Channel C 在Telegram （页面存档备份，存于）、Facebook （页面存档备份，存于）、Instagram發佈新聞及社會社會熱話的文字內容。

#### 圖片及文字內容
《天氣師李鈺廷提提你》

《爆片爆相》

即時熱話

港聞    
財經

娛樂

國際要聞

## 外部連結
- 官方网站
- YouTube上的Channel C頻道
- Channel C的Facebook專頁
- Channel C的Instagram帳戶（已失效）
- Channel C的Telegram （页面存档备份，存于）